# Landry Bonnefoi
Landry Bonnefoi (ur. 20 września 1983 w Villeparisis) – francuski piłkarz grający na pozycji bramkarza. Obecnie w RC Strasbourg.

## Kariera klubowa
31 lipca 2012 roku podpisał 2–letni kontrakt z pierwszoligowym SC Bastia.
12 czerwca 2013 roku podpisał kontrakt z pierwszoligowym LB Châteauroux.
| Sezon   | Klub                       | Kraj    | Rozgrywki | Mecze | Bramki | Rozgrywki Europy | Mecze | Bramki |
| ------- | -------------------------- | ------- | --------- | ----- | ------ | ---------------- | ----- | ------ |
| 2002/03 | Juventus F.C.              | Włochy  | Serie A   | 0     | 0      | -                | -     | -      |
| 2003/04 | F.C. Messina Peloro (wyp.) | Włochy  | Serie B   | 1     | 0      | -                | -     | -      |
| 2004/05 | Juventus F.C.              | Włochy  | Serie A   | 0     | 0      | -                | -     | -      |
| 2005/06 | Juventus F.C.              | Włochy  | Serie A   | 0     | 0      | -                | -     | -      |
| 2006/07 | FC Metz (wyp.)             | Francja | Ligue 2   | 1     | 0      | -                | -     | -      |
| 2007/08 | Dijon FCO                  | Francja | Ligue 2   | 4     | 0      | -                | -     | -      |
| 2008/09 | Dijon FCO                  | Francja | Ligue 2   | 20    | 0      | -                | -     | -      |
| 2009/10 | Amiens SC                  | Francja | National  | 36    | 1      | -                | -     | -      |
| 2010/11 | Amiens SC                  | Francja | National  | 38    | 0      | -                | -     | -      |
| 2011/12 | Amiens SC                  | Francja | Ligue 2   | 32    | 0      | -                | -     | -      |
| 2012/13 | SC Bastia                  | Francja | Ligue 1   | 8     | 0      | -                | -     | -      |
| 2013/14 | LB Châteauroux             | Francja | Ligue 2   | 0     | 0      | -                | -     | -      |

Stan na: 29 maja 2013 r.